# الألعاب الإفريقية للشباب
الألعاب الإفريقية للشباب هو حدث قاري متعدد الرياضات يقام كل أربع سنوات، وقد استضافت الرباط,المغرب النسخة الأولي من الألعاب عام 2010. تم تدشين هذا الحدث القاري الرياضي من قبل لاسانا بالنفو المدير الحالي لرابطة اللجان الأولمبية الوطنية في إفريقيا.بدأت الفكرة عام 2006,لكن الألعاب بدأت فعلياً في عام 2010,وتصدرت تونس جدول الميداليات.
عقدت النسخة الثانية في غابورون,بوتسوانا في الفترة ما بين 22-31 مايو 2014,وتصدرت مصر جدول الميداليات.

## النسخ
| السنة | الألعاب        | المستضيف        | التاريخ             | الدول | الرياضيين | الرياضات | الدولة متصدرة الترتيب |
| ----- | -------------- | --------------- | ------------------- | ----- | --------- | -------- | --------------------- |
| 2010  | النسخة الأولي  | الرباط          | 13 يونيو - 18 يوليو | 40    | 2000      | 20       | تونس                  |
| 2014  | النسخة الثانية | غابورون         | 22 مايو - 31 مايو   | 54    | 2500      | 20       | مصر                   |
| 2018  | النسخة الثالثة | الجزائر العاصمة | 19 يوليو - 28 يوليو | 54    | 3098      | 35       | مصر                   |